# Відбірковий турнір до чемпіонату Європи з футболу серед молодіжних команд 2011. Група 7
Група 7 у відбірковому турнірі, в якій брали участь молодіжні збірні таких країн, як Хорватія, Кіпр, Норвегія, Сербія і Словаччина.

## Турнірна таблиця
| Команда    | І | В | Н | П | ГЗ | ГП | РГ | О  |
| ---------- | - | - | - | - | -- | -- | -- | -- |
| Хорватія   | 8 | 5 | 2 | 1 | 17 | 10 | +7 | 17 |
| Словаччина | 8 | 4 | 2 | 2 | 11 | 1  | 0  | 14 |
| Сербія     | 8 | 4 | 1 | 3 | 14 | 12 | +2 | 13 |
| Норвегія   | 8 | 2 | 1 | 5 | 14 | 18 | -4 | 7  |
| Кіпр       | 8 | 2 | 0 | 6 | 8  | 13 | -5 | 6  |

Кваліфікація
- Хорватія забезпечила собі місце у плей-оф кваліфікації.
- Словаччина ,Сербія і Норвегія вибули.
- Кіпр зайняв останнє місце у групі.

## Матчі
| 7 червня 2009 17:30 CET |

| Хорватія | 0:2        | Кіпр               |
| -------- | ---------- | ------------------ |
|          | Звіт матчу | Колокудіас 12' 39' |

| Градськи, Копривниця Арбітр: Хуберт Сеєвич ( Польща) |

| 10 червня 2009 18:00 CET |

| Норвегія                            | 2:2        | Словаччина             |
| ----------------------------------- | ---------- | ---------------------- |
| Бергет 52 (пен.)' Оррі Ларсен 90+1' | Звіт матчу | Сільвестр 26' Югар 75' |

| Viking, Ставангер Арбітр: Юрій Мосейчук ( Україна) |

| 12 серпня 2009 19:00 CET |

| Кіпр             | 1:3        | Норвегія                                |
| ---------------- | ---------- | --------------------------------------- |
| Ефрем 80 (пен.)' | Звіт матчу | Сінг 29' Ельюнуссі 58' Кацис 66 (авт.)' |

| Dasaki Achnas, Фамагуста Арбітр: Карлуш Шистра ( Португалія) |

| 5 вересня 2009 16:30 CET |

| Сербія       | 1:2        | Словаччина            |
| ------------ | ---------- | --------------------- |
| Босанчич 73' | Звіт матчу | Гергель 55' Лачни 90' |

| Vojvodina, Новий Сад Арбітр: Алан Муйр ( Шотландія) |

| 5 вересня 2009 18:30 CET |

| Норвегія   | 1:3        | Хорватія                  |
| ---------- | ---------- | ------------------------- |
| Бергет 19' | Звіт матчу | Яяло 12' 55' Крамарич 82' |

| Фредрікстад, Фредрікстад Арбітр: Філіпп Кальт ( Франція) |

| 9 вересня 2009 16:30 CET |

| Словаччина    | 1:0        | Кіпр |
| ------------- | ---------- | ---- |
| Сільвестр 68' | Звіт матчу |      |

| FK Senica, Senica Арбітр: Ентоні Баттімер ( Ірландія) |

| 9 вересня 2009 18:00 CET |

| Норвегія | 0:1        | Сербія            |
| -------- | ---------- | ----------------- |
|          | Звіт матчу | Мілованович 90+2' |

| Фредрікстад, Фредрікстад Арбітр: Саймон Лі Еванс ( Уельс) |

| 9 жовтня 2009 15:00 CET |

| Сербія                      | 2:0        | Кіпр |
| --------------------------- | ---------- | ---- |
| Мілованович 18' Алексич 89' | Звіт матчу |      |

| Vojvodina, Новий Сад Арбітр: Леван Паніашвілі ( Грузія) |

| 13 жовтня 2009 17:30 CET |

| Хорватія                               | 3:1        | Сербія    |
| -------------------------------------- | ---------- | --------- |
| Оремуш 32' Крамарич 52' К. Любичич 83' | Звіт матчу | Томич 69' |

| NK Varteks, Varazdin Арбітр: Мануель Грефе ( Німеччина) |

| 14 жовтня 2009 16:00 CET |

| Кіпр | 0:1        | Словаччина |
| ---- | ---------- | ---------- |
|      | Звіт матчу | Стох 46'   |

| Dasaki Achnas, Фамагуста Арбітр: Менаше Масіах ( Ізраїль) |

| 14 листопада 2009 14:00 CET |

| Кіпр         | 1:2        | Хорватія             |
| ------------ | ---------- | -------------------- |
| Христофі 25' | Звіт матчу | Віда 60' Ракитич 65' |

| Peyia Municipal, Пафос Арбітр: Фернандо Тейшейра Вітьєнес ( Іспанія) |

| 15 листопада 2009 12:00 CET |

| Сербія                | 3:2        | Норвегія                |
| --------------------- | ---------- | ----------------------- |
| Сулеймані 42' 52' 72' | Звіт матчу | Форрен 2' Ельюнуссі 34' |

| Vojvodina, Новий Сад Арбітр: Мауро Бергонці ( Італія) |

| 18 листопада 2009 16:30 CET |

| Словаччина    | 1:2        | Хорватія             |
| ------------- | ---------- | -------------------- |
| Сільвестр 48' | Звіт матчу | Калинич 28' Віда 86' |

| FC ViOn, Zlate Moravce Арбітр: Марк Картні ( Північна Ірландія) |

| 19 травня 2010 17:30 CET |

| Хорватія    | 1:1        | Словаччина |
| ----------- | ---------- | ---------- |
| Ракитич 32' | Звіт матчу | Дуріс 30'  |

| NK Varteks, Varazdin Арбітр: Володимир Петтай ( Росія) |

| 11 серпня 2010 17:00 CET |

| Словаччина        | 2:1        | Сербія       |
| ----------------- | ---------- | ------------ |
| Сільвестр 14' 60' | Звіт матчу | Джуричич 69' |

| ВіОн, Златі Моравці Арбітр: Саїд Еннжимі ( Франція) |

| 11 серпня 2010 17:30 CET |

| Хорватія                           | 4:1        | Норвегія      |
| ---------------------------------- | ---------- | ------------- |
| Ловрен 3' 82' Яяло 25' Крейлах 90' | Звіт матчу | Генріксен 52' |

| Вартекс, Вараждин Арбітр: Жоау Феррейра ( Португалія) |

| 3 вересня 2010 18:00 CET |

| Норвегія  | 1:3        | Кіпр                        |
| --------- | ---------- | --------------------------- |
| Фелла 78' | Звіт матчу | Сієліс 51' Піттарас 59' 65' |

| Олесунн, Олесунн Арбітр: Крісто Тохвер ( Естонія) |

| 4 вересня 2010 16:00 CET |

| Сербія                   | 2:2        | Хорватія        |
| ------------------------ | ---------- | --------------- |
| Сцепович 3' Джуричич 82' | Звіт матчу | Перишич 12' 31' |

| Цика Даца, Крагуєваць Арбітр: Лі Проберт ( Англія) |

| 7 вересня 2010 17:00 CET |

| Кіпр             | 1:3        | Сербія                              |
| ---------------- | ---------- | ----------------------------------- |
| Ефрем 50 (пен.)' | Звіт матчу | Сцепович 36' Маркович 54' Савич 78' |

| Дасакі Ахнас, Фамагуста Арбітр: Николай Йорданов ( Болгарія) |

| 7 вересня 2010 17:00 CET |

| Словаччина    | 1:4        | Норвегія                        |
| ------------- | ---------- | ------------------------------- |
| Сільвестр 76' | Звіт матчу | Фелла 20' 55' Ельюнуссі 83' 84' |

| ВіОн, Златі Моравці Арбітр: Крістоф Вірант ( Бельгія) |

## Бомбардири
Станом на 7 вересня було забито 64 голів за 20 матчів, в середньому 3,2 гола за гру.
| Поз. | Гравець             | Країна     | Голи |
| ---- | ------------------- | ---------- | ---- |
| 1    | Якуб Сільвестр      | Словаччина | 6    |
| 2    | Міралем Сулеймані   | Сербія     | 3    |
| 2    | Мато Яяло           | Хорватія   | 3    |
| 3    | Філіп Джуричич      | Сербія     | 2    |
| 3    | Георгіос Колокудіас | Кіпр       | 2    |
| 3    | Стефан Сцепович     | Сербія     | 2    |
| 3    | Андреас Піттарас    | Кіпр       | 2    |
| 3    | Андрей Крамарич     | Хорватія   | 2    |
| 3    | Георгіос Ефрем      | Кіпр       | 2    |
| 3    | Іван Ракитич        | Хорватія   | 2    |
| 3    | Деян Ловрен         | Хорватія   | 2    |
| 3    | Мілан Мілованович   | Сербія     | 2    |
| 3    | Іван Перишич        | Хорватія   | 2    |
| 3    | Домагой Віда        | Хорватія   | 2    |